# Trono do Rei Eduardo

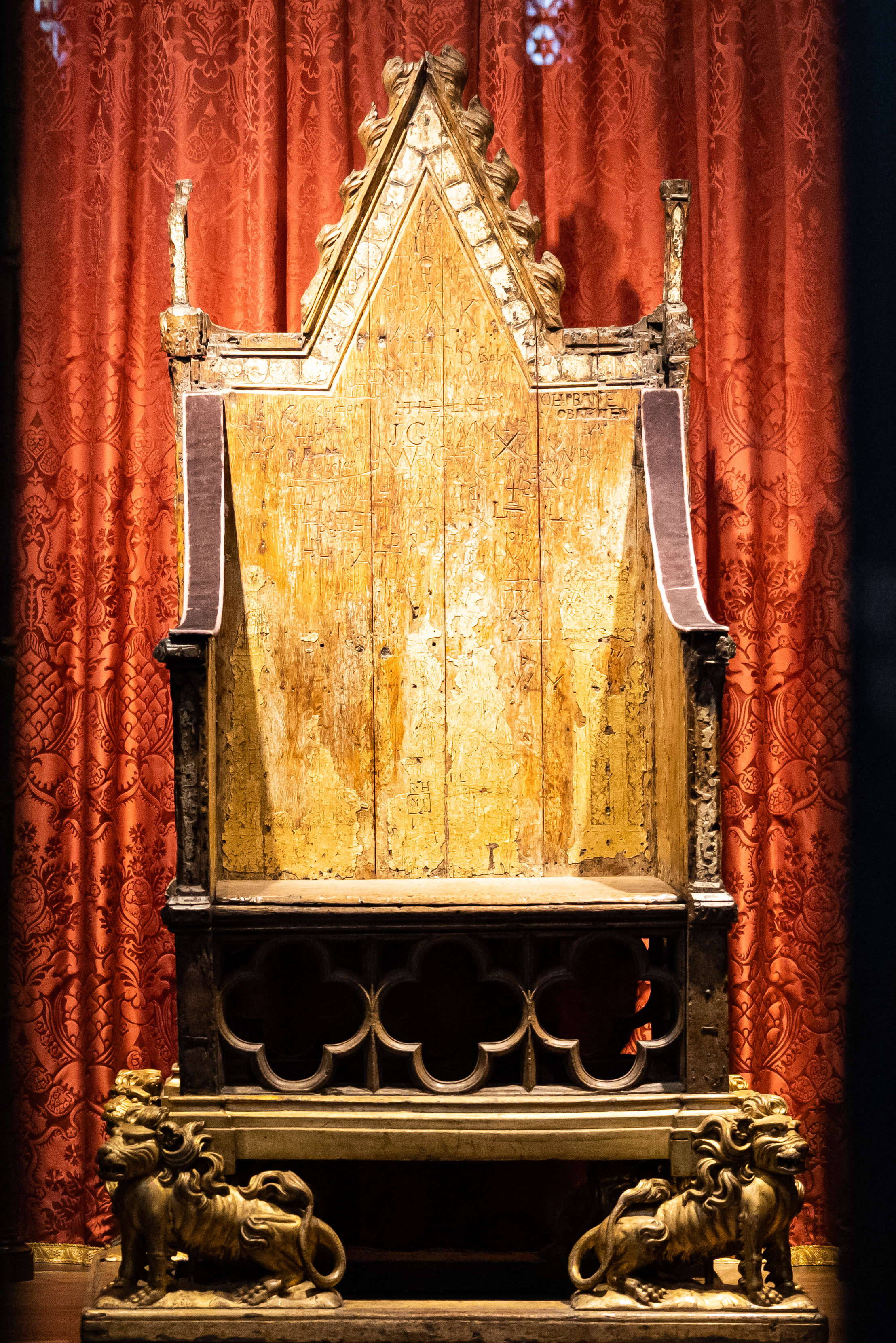
Trono de Eduardo, no interior da Abadia de Westminster.

Trono de Eduardo (em inglês, King Edward's Chair), também conhecida como Cadeira da Coroação (Coronation Chair) é o trono utilizado pelos monarcas britânicos durante a Coroação. Este trono foi colocado em 1296 pelo rei Eduardo I de Inglaterra e durante muitos anos albergou na sua base a Pedra de Scone, a pedra de coroação dos reis da Escócia, que o rei capturou da Abadia de Scone.
Encontra-se em St Edward's Chapel, uma das capelas da Abadia de Westminster, Londres. Recebeu o seu nome devido à Eduardo, o Confessor, rei da ingleses.